# در برابر تاریکی
در برابر تاریکی (انگلیسی: Against the Dark) یک فیلم آمریکایی در ژانر اکشن و ترسناک محصول سال ۲۰۰۹ با بازی استیون سیگال و کارگردانی ریچارد کروود. 

## بازیگران
- استیون سیگال در نقش تائو
- تانوی رید در نقش تاگارت
- جینا هریسون در نقش دوروتی
- دنی میدوینتر در نقش مورگان
- اما کاتروود ... آملیا
- استفن هاگان ... ریکی
- دنیل پرسیوال[۲]
- لیندن اشبی
- کیث دیوید